# Aegicephalichthys
Aegicephalichthys is een geslacht van uitgestorven straalvinnige beenvissen die leefden tijdens het Midden-Trias.